# Northern Championships 1949
Die Northern Championships 1949 im Badminton fanden vom 24. bis zum 26. November 1949 in Birkenhead statt. 

## Die Sieger
| Disziplin    | Sieger                            |
| ------------ | --------------------------------- |
| Herreneinzel | Frank Peard                       |
| Dameneinzel  | Queenie Allen                     |
| Herrendoppel | Peter Birtwistle Kenneth Greasley |
| Damendoppel  | Queenie Allen V. E. Duringer      |
| Mixed        | Harold Marsland Queenie Allen     |